# Когда наступит конец света
«Когда наступит конец света» (англ. Until The End Of The World, нем. Bis ans Ende der Welt) — фантастическая драма Вима Вендерса.

## Сюжет
Действие происходит в 1999 году. Индийский спутник с радиоактивным грузом сходит с орбиты и приближается к Земле, что создаёт угрозу всему человечеству. Клэр Турнье, главная героиня фильма, в это время находится в дороге из Венеции во Францию, где случайно помогает грабителям банка и получает часть украденных денег. Затем она знакомится с Сэмом Фарбером, который крадёт у неё часть этих денег, и она следует за ним через Португалию, Россию, Китай, Японию вплоть до места проживания его семьи в Австралии. Отец Сэма — учёный, разрабатывающий технологию передачи информации прямо в мозг, чтобы дать возможность своей слепой жене видеть изображения. В итоге ему удаётся даже записывать сны, и у нескольких героев появляется зависимость от просмотра своих снов.
Падающий спутник взрывается, но человечество выживает.

## В ролях
- Уильям Хёрт — Сэм Фарбер, он же Тревор Макфи
- Сольвейг Доммартин — Клэр Турнье
- Сэм Нилл — Юджин Фицпатрик
- Макс фон Сюдов — Генри Фарбер
- Жанна Моро — Эдит Фарбер
- Эдди Митчелл — Раймон Монне
- Рюдигер Воглер — Филип Винтер
- Елена Прудникова — Красикова

## Музыка
- "Opening Title" – Грэм Ревелл
- "Sax And Violins" – Talking Heads
- "Summer Kisses, Winter Tears" – Джули Круз
- "Move with Me (Dub)" – Нене Черри
- "The Adversary" – Crime & the City Solution
- "What's Good" – Лу Рид
- "Last Night Sleep" – Can
- "Fretless" – R.E.M.
- "Days" – Элвис Костелло
- "Claire's Theme" – Грэм Ревелл
- "(I'll Love You) Till The End Of The World" – Nick Cave & The Bad Seeds
- "It Takes Time" – Патти Смит (совместно с Фрэдом Смит)
- "Death's Door" – Depeche Mode
- "Love Theme" – Грэм Ревелл
- "Calling All Angels" (Remix Version) – Jane Siberry
- "Humans from Earth" –  Ти-Боун Бёрнетт
- "Sleeping in the Devil's Bed" – Даниэль Лануа
- "Until the End of the World" – U2
- "Finale" – Грэм Ревелл

## Интересные факты
- Съёмки картины проходили в пятнадцати городах в семи странах на четырёх континентах.
- В фильме звучат песни в исполнении любимых музыкантов Вима Вендерса: U2, Ника Кейва, Питера Габриэля, Патти Смит, Depeche Mode, R.E.M. и многих других.
- Первоначальный отснятый материал длился 20 часов. Продюсеры урезали фильм до 2 с половиной часов, но существует Режиссерская версия на 287 минут в трех частях.